# Кубок России по кёрлингу среди смешанных команд 2012
Кубок России по кёрлингу среди смешанных команд 2012 (Кубок России по кёрлингу в дисциплине микст 2012) проводился с 26 по 28 августа 2012 года в городе Дмитров (Московская область) на арене „Центр фигурного катания и кёрлинга МУ СК «Дмитров»“. Турнир проводился в 5-й раз.
В турнире приняло участие 16 команд из Москвы (5 команд), Санкт-Петербурга (4 команды), Московской области (4 команды), Калининграда (1 команда), Казани (1 команда), Челябинска (1 команда).
Обладателями Кубка стала команда «Альбатрос» из Калининграда (скип Ольга Жаркова), победившая в финале команду «СДЮСШОР Москвич 3» (скип Кира Езех). Третье место заняла команда «Санкт-Петербург 2» (скип Виктория Моисеева).

## Формат соревнований
Команды разбиваются на 4 группы по 4 команды, где играют друг с другом по круговой системе в один круг. На групповом этапе командам начисляются очки: за победу — 3 очка, за поражение — 1 очко, за неявку на игру — 0 очков. При одинаковом количестве побед (набранных очков) команды ранжируются следующим образом: основным показателем для выхода команды из подгруппы является сумма набранных очков; в случае равенства очков у двух команд их ранжирование осуществляется по результату личной встречи между ними; в случае равенства очков у трех и более команд их ранжирование осуществляется по сумме тестовых бросков в дом (англ. Draw Shot Challenge, DSC, в сантиметрах, команда с меньшей суммой занимает более высокое место).
Затем 8 команд, занявшие в группах 1-е и 2-е места, выходят во второй этап, плей-офф, где играют по олимпийской системе: четвертьфиналы, полуфиналы, матч за 3-е место и финал.

## Составы команд
(в источнике в некоторых командах указаны только скипы)
| Команда                        | Четвёртый (скип)   | Третий              | Второй             | Первый             | Запасной     | Тренер         |
| ------------------------------ | ------------------ | ------------------- | ------------------ | ------------------ | ------------ | -------------- |
| Альбатрос (Калининград)        | Ольга Жаркова      | Леонид Ривкинд      | Юлия Портунова     | Виталий Карпинский | Алиса Трегуб | Сергей Беланов |
| ГЕО (Москва)                   | Юлия Власова       | ?                   | ?                  | ?                  |              |                |
| Московская область 1 (Дмитров) | Михаил Васьков     | Анастасия Москалёва | Александр Коршунов | Марина Веренич     |              |                |
| Московская область 2 (Дмитров) | Василий Тележкин   | ?                   | ?                  | ?                  |              |                |
| Московская область 3 (Дмитров) | Алексей Горюнов    | Анна Грецкая        | Дмитрий Тараканов  | Елена Солодкая     |              |                |
| Московская область 4 (Дмитров) | Ксения Шевчук      | ?                   | ?                  | ?                  |              |                |
| Санкт-Петербург 1              | Дмитрий Старцев    | ?                   | ?                  | ?                  |              |                |
| Санкт-Петербург 2              | Виктория Моисеева  | ?                   | ?                  | ?                  |              |                |
| Санкт-Петербург 3              | Ульяна Васильева   | ?                   | ?                  | ?                  |              |                |
| Санкт-Петербург 4              | Пантелеймон Лаппо  | ?                   | ?                  | ?                  |              |                |
| Сборная Москвы                 | Роман Кутузов      | ?                   | ?                  | ?                  |              |                |
| СДЮСШОР Москвич 1 (Москва)     | Александр Козырев  | ?                   | ?                  | ?                  |              |                |
| СДЮСШОР Москвич 2 (Москва)     | Виктория Макаршина | ?                   | ?                  | ?                  |              |                |
| СДЮСШОР Москвич 3 (Москва)     | Кира Езех          | ?                   | ?                  | ?                  |              |                |
| Татарстан (Казань)             | Алексей Афоньшин   | ?                   | ?                  | ?                  |              |                |
| Юность-Метар (Челябинск)       | Анна Кунцева       | ?                   | ?                  | ?                  |              |                |

## Групповой этап
Группа А
|    | Команда                                 | А1  | А2  | А3  | А4  | В | П | О | DSC, см | Место |
| -- | --------------------------------------- | --- | --- | --- | --- | - | - | - | ------- | ----- |
| А1 | Московская область 2 (Василий Тележкин) | *   | 8:0 | 4:7 | 3:9 | 1 | 2 | 5 | 235,1   | 3     |
| А2 | ГЕО (Юлия Власова)                      | 0:8 | *   | 0:8 | 0:8 | 0 | 3 | 3 | 556,2   | 4     |
| А3 | Санкт-Петербург 1 (Дмитрий Старцев)     | 7:4 | 8:0 | *   | 6:7 | 2 | 1 | 7 | 98,0    | 2     |
| А4 | СДЮСШОР Москвич 3 (Кира Езех)           | 9:3 | 8:0 | 7:6 | *   | 3 | 0 | 9 | 65,6    | 1     |

Группа B
|    | Команда                                | B1   | B2   | B3   | B4  | В | П | О | DSC, см | Место |
| -- | -------------------------------------- | ---- | ---- | ---- | --- | - | - | - | ------- | ----- |
| B1 | Альбатрос (Ольга Жаркова)              | *    | 10:7 | 4:3  | 9:8 | 3 | 0 | 9 | 79,8    | 1     |
| B2 | Московская область 4 (Ксения Шевчук)   | 7:10 | *    | 6:10 | 2:8 | 0 | 3 | 3 | 167,4   | 4     |
| B3 | Санкт-Петербург 3 (Ульяна Васильева)   | 3:4  | 10:6 | *    | 5:4 | 2 | 1 | 7 | 168,3   | 2     |
| B4 | СДЮСШОР Москвич 2 (Виктория Макаршина) | 8:9  | 8:2  | 4:5  | *   | 1 | 2 | 5 | 71,4    | 3     |

Группа C
|    | Команда                               | C1   | C2   | C3   | C4   | В | П | О | DSC, см | Место |
| -- | ------------------------------------- | ---- | ---- | ---- | ---- | - | - | - | ------- | ----- |
| C1 | Московская область 1 (Михаил Васьков) | *    | 3:8  | 11:1 | 5:6  | 1 | 2 | 5 | 175,7   | 3     |
| C2 | СДЮСШОР Москвич 1 (Александр Козырев) | 8:3  | *    | 16:2 | 4:8  | 2 | 1 | 7 | 247,1   | 2     |
| C3 | Татарстан (Алексей Афоньшин)          | 1:11 | 2:16 | *    | 3:11 | 0 | 3 | 3 | 226,8   | 4     |
| C4 | Санкт-Петербург 2 (Виктория Моисеева) | 6:5  | 8:4  | 11:3 | *    | 3 | 0 | 9 | 59,3    | 1     |

Группа D
|    | Команда                                | D1  | D2   | D3   | D4  | В | П | О | DSC, см | Место |
| -- | -------------------------------------- | --- | ---- | ---- | --- | - | - | - | ------- | ----- |
| D1 | Санкт-Петербург 4 (Пантелеймон Лаппо)  | *   | 8:6  | 1:5  | 9:7 | 2 | 1 | 7 | 286,1   | 2     |
| D2 | Сборная Москвы (Роман Кутузов)         | 6:8 | *    | 10:7 | 7:9 | 1 | 2 | 5 | 219,7   | 4     |
| D3 | Московская область 3 (Алексей Горюнов) | 5:1 | 7:10 | *    | 8:6 | 2 | 1 | 7 | 150,0   | 1     |
| D4 | Юность-Метар (Анна Кунцева)            | 7:9 | 9:7  | 6:8  | *   | 1 | 2 | 5 | 271,5   | 3     |

     Проходят в плей-офф

## Плей-офф
|  | Четвертьфиналы | Четвертьфиналы                 | Четвертьфиналы                 | Четвертьфиналы                 | Четвертьфиналы                 | Четвертьфиналы                 | Четвертьфиналы                 | Четвертьфиналы                 | Четвертьфиналы                 | Четвертьфиналы               |                              |                          | Полуфиналы               | Полуфиналы               | Полуфиналы               | Полуфиналы               | Полуфиналы               | Полуфиналы               | Полуфиналы               | Полуфиналы        | Полуфиналы        | Полуфиналы        |                          |                          | Финал                        | Финал                        | Финал                        | Финал                        | Финал                        | Финал                        | Финал                        | Финал                        | Финал                        | Финал |
|  |                |                                |                                |                                |                                |                                |                                |                                |                                |                              |                              |                          |                          |                          |                          |                          |                          |                          |                          |                   |                   |                   |                          |                          |                              |                              |                              |                              |                              |                              |                              |                              |                              |       |
|  | A-1            | СДЮСШОР Москвич 3 (Езех)       | СДЮСШОР Москвич 3 (Езех)       | СДЮСШОР Москвич 3 (Езех)       | СДЮСШОР Москвич 3 (Езех)       | СДЮСШОР Москвич 3 (Езех)       | СДЮСШОР Москвич 3 (Езех)       | СДЮСШОР Москвич 3 (Езех)       | СДЮСШОР Москвич 3 (Езех)       | 6                            |                              |                          |                          |                          |                          |                          |                          |                          |                          |                   |                   |                   |                          |                          |                              |                              |                              |                              |                              |                              |                              |                              |                              |       |
|  | A-1            | СДЮСШОР Москвич 3 (Езех)       | СДЮСШОР Москвич 3 (Езех)       | СДЮСШОР Москвич 3 (Езех)       | СДЮСШОР Москвич 3 (Езех)       | СДЮСШОР Москвич 3 (Езех)       | СДЮСШОР Москвич 3 (Езех)       | СДЮСШОР Москвич 3 (Езех)       | СДЮСШОР Москвич 3 (Езех)       | 6                            |                              |                          |                          |                          |                          |                          |                          |                          |                          |                   |                   |                   |                          |                          |                              |                              |                              |                              |                              |                              |                              |                              |                              |       |
|  | B-2            | Санкт-Петербург 3 (Васильева)  | Санкт-Петербург 3 (Васильева)  | Санкт-Петербург 3 (Васильева)  | Санкт-Петербург 3 (Васильева)  | Санкт-Петербург 3 (Васильева)  | Санкт-Петербург 3 (Васильева)  | Санкт-Петербург 3 (Васильева)  | Санкт-Петербург 3 (Васильева)  | 4                            |                              |                          |                          |                          |                          |                          |                          |                          |                          |                   |                   |                   |                          |                          |                              |                              |                              |                              |                              |                              |                              |                              |                              |       |
|  | B-2            | Санкт-Петербург 3 (Васильева)  | Санкт-Петербург 3 (Васильева)  | Санкт-Петербург 3 (Васильева)  | Санкт-Петербург 3 (Васильева)  | Санкт-Петербург 3 (Васильева)  | Санкт-Петербург 3 (Васильева)  | Санкт-Петербург 3 (Васильева)  | Санкт-Петербург 3 (Васильева)  | 4                            | СДЮСШОР Москвич 3 (Езех)     | СДЮСШОР Москвич 3 (Езех) | СДЮСШОР Москвич 3 (Езех) | СДЮСШОР Москвич 3 (Езех) | СДЮСШОР Москвич 3 (Езех) | СДЮСШОР Москвич 3 (Езех) | СДЮСШОР Москвич 3 (Езех) | СДЮСШОР Москвич 3 (Езех) | СДЮСШОР Москвич 3 (Езех) | 5                 |                   |                   |                          |                          |                              |                              |                              |                              |                              |                              |                              |                              |                              |       |
|  |                |                                |                                |                                |                                |                                |                                |                                |                                |                              | СДЮСШОР Москвич 3 (Езех)     | СДЮСШОР Москвич 3 (Езех) | СДЮСШОР Москвич 3 (Езех) | СДЮСШОР Москвич 3 (Езех) | СДЮСШОР Москвич 3 (Езех) | СДЮСШОР Москвич 3 (Езех) | СДЮСШОР Москвич 3 (Езех) | СДЮСШОР Москвич 3 (Езех) | СДЮСШОР Москвич 3 (Езех) | 5                 |                   |                   |                          |                          |                              |                              |                              |                              |                              |                              |                              |                              |                              |       |
|  |                |                                | Санкт-Петербург 2 (Моисеева)   | Санкт-Петербург 2 (Моисеева)   | Санкт-Петербург 2 (Моисеева)   | Санкт-Петербург 2 (Моисеева)   | Санкт-Петербург 2 (Моисеева)   | Санкт-Петербург 2 (Моисеева)   | Санкт-Петербург 2 (Моисеева)   | Санкт-Петербург 2 (Моисеева) | Санкт-Петербург 2 (Моисеева) | 3                        |                          |                          |                          |                          |                          |                          |                          |                   |                   |                   |                          |                          |                              |                              |                              |                              |                              |                              |                              |                              |                              |       |
|  | C-1            | Санкт-Петербург 2 (Моисеева)   | Санкт-Петербург 2 (Моисеева)   | Санкт-Петербург 2 (Моисеева)   | Санкт-Петербург 2 (Моисеева)   | Санкт-Петербург 2 (Моисеева)   | Санкт-Петербург 2 (Моисеева)   | Санкт-Петербург 2 (Моисеева)   | Санкт-Петербург 2 (Моисеева)   | Санкт-Петербург 2 (Моисеева) | Санкт-Петербург 2 (Моисеева) | 3                        | 5                        |                          |                          |                          |                          |                          |                          |                   |                   |                   |                          |                          |                              |                              |                              |                              |                              |                              |                              |                              |                              |       |
|  | C-1            | Санкт-Петербург 2 (Моисеева)   | Санкт-Петербург 2 (Моисеева)   | Санкт-Петербург 2 (Моисеева)   | Санкт-Петербург 2 (Моисеева)   | Санкт-Петербург 2 (Моисеева)   | Санкт-Петербург 2 (Моисеева)   | Санкт-Петербург 2 (Моисеева)   | Санкт-Петербург 2 (Моисеева)   |                              |                              |                          | 5                        |                          |                          |                          |                          |                          |                          |                   |                   |                   |                          |                          |                              |                              |                              |                              |                              |                              |                              |                              |                              |       |
|  | D-2            | Санкт-Петербург 4 (Лаппо)      | Санкт-Петербург 4 (Лаппо)      | Санкт-Петербург 4 (Лаппо)      | Санкт-Петербург 4 (Лаппо)      | Санкт-Петербург 4 (Лаппо)      | Санкт-Петербург 4 (Лаппо)      | Санкт-Петербург 4 (Лаппо)      | Санкт-Петербург 4 (Лаппо)      | 4                            |                              |                          |                          |                          |                          |                          |                          |                          |                          |                   |                   |                   |                          |                          |                              |                              |                              |                              |                              |                              |                              |                              |                              |       |
|  | D-2            | Санкт-Петербург 4 (Лаппо)      | Санкт-Петербург 4 (Лаппо)      | Санкт-Петербург 4 (Лаппо)      | Санкт-Петербург 4 (Лаппо)      | Санкт-Петербург 4 (Лаппо)      | Санкт-Петербург 4 (Лаппо)      | Санкт-Петербург 4 (Лаппо)      | Санкт-Петербург 4 (Лаппо)      | 4                            |                              |                          |                          |                          |                          |                          |                          |                          |                          |                   |                   |                   | СДЮСШОР Москвич 3 (Езех) | СДЮСШОР Москвич 3 (Езех) | СДЮСШОР Москвич 3 (Езех)     | СДЮСШОР Москвич 3 (Езех)     | СДЮСШОР Москвич 3 (Езех)     | СДЮСШОР Москвич 3 (Езех)     | СДЮСШОР Москвич 3 (Езех)     | СДЮСШОР Москвич 3 (Езех)     | СДЮСШОР Москвич 3 (Езех)     | ?                            |                              |       |
|  |                |                                |                                |                                |                                |                                |                                |                                |                                |                              |                              |                          |                          |                          |                          |                          |                          |                          |                          |                   |                   |                   | СДЮСШОР Москвич 3 (Езех) | СДЮСШОР Москвич 3 (Езех) | СДЮСШОР Москвич 3 (Езех)     | СДЮСШОР Москвич 3 (Езех)     | СДЮСШОР Москвич 3 (Езех)     | СДЮСШОР Москвич 3 (Езех)     | СДЮСШОР Москвич 3 (Езех)     | СДЮСШОР Москвич 3 (Езех)     | СДЮСШОР Москвич 3 (Езех)     | ?                            |                              |       |
|  |                |                                | Альбатрос (Жаркова)            | Альбатрос (Жаркова)            | Альбатрос (Жаркова)            | Альбатрос (Жаркова)            | Альбатрос (Жаркова)            | Альбатрос (Жаркова)            | Альбатрос (Жаркова)            | Альбатрос (Жаркова)          | Альбатрос (Жаркова)          | ?                        |                          |                          |                          |                          |                          |                          |                          |                   |                   |                   |                          |                          |                              |                              |                              |                              |                              |                              |                              |                              |                              |       |
|  | B-1            | Альбатрос (Жаркова)            | Альбатрос (Жаркова)            | Альбатрос (Жаркова)            | Альбатрос (Жаркова)            | Альбатрос (Жаркова)            | Альбатрос (Жаркова)            | Альбатрос (Жаркова)            | Альбатрос (Жаркова)            | Альбатрос (Жаркова)          | Альбатрос (Жаркова)          | ?                        | 3                        |                          |                          |                          |                          |                          |                          |                   |                   |                   |                          |                          |                              |                              |                              |                              |                              |                              |                              |                              |                              |       |
|  | B-1            | Альбатрос (Жаркова)            | Альбатрос (Жаркова)            | Альбатрос (Жаркова)            | Альбатрос (Жаркова)            | Альбатрос (Жаркова)            | Альбатрос (Жаркова)            | Альбатрос (Жаркова)            | Альбатрос (Жаркова)            |                              |                              |                          | 3                        |                          |                          |                          |                          |                          |                          |                   |                   |                   |                          |                          |                              |                              |                              |                              |                              |                              |                              |                              |                              |       |
|  | A-2            | Санкт-Петербург 1 (Старцев)    | Санкт-Петербург 1 (Старцев)    | Санкт-Петербург 1 (Старцев)    | Санкт-Петербург 1 (Старцев)    | Санкт-Петербург 1 (Старцев)    | Санкт-Петербург 1 (Старцев)    | Санкт-Петербург 1 (Старцев)    | Санкт-Петербург 1 (Старцев)    | 2                            |                              |                          |                          |                          |                          |                          |                          |                          |                          |                   |                   |                   |                          |                          |                              |                              |                              |                              |                              |                              |                              |                              |                              |       |
|  | A-2            | Санкт-Петербург 1 (Старцев)    | Санкт-Петербург 1 (Старцев)    | Санкт-Петербург 1 (Старцев)    | Санкт-Петербург 1 (Старцев)    | Санкт-Петербург 1 (Старцев)    | Санкт-Петербург 1 (Старцев)    | Санкт-Петербург 1 (Старцев)    | Санкт-Петербург 1 (Старцев)    | 2                            | Альбатрос (Жаркова)          | Альбатрос (Жаркова)      | Альбатрос (Жаркова)      | Альбатрос (Жаркова)      | Альбатрос (Жаркова)      | Альбатрос (Жаркова)      | Альбатрос (Жаркова)      | Альбатрос (Жаркова)      | Альбатрос (Жаркова)      | 7                 |                   |                   |                          |                          |                              |                              |                              |                              |                              |                              |                              |                              |                              |       |
|  |                |                                |                                |                                |                                |                                |                                |                                |                                |                              | Альбатрос (Жаркова)          | Альбатрос (Жаркова)      | Альбатрос (Жаркова)      | Альбатрос (Жаркова)      | Альбатрос (Жаркова)      | Альбатрос (Жаркова)      | Альбатрос (Жаркова)      | Альбатрос (Жаркова)      | Альбатрос (Жаркова)      | 7                 |                   |                   |                          |                          |                              |                              |                              |                              |                              |                              |                              |                              |                              |       |
|  |                |                                | СДЮСШОР Москвич 1 (Козырев)    | СДЮСШОР Москвич 1 (Козырев)    | СДЮСШОР Москвич 1 (Козырев)    | СДЮСШОР Москвич 1 (Козырев)    | СДЮСШОР Москвич 1 (Козырев)    | СДЮСШОР Москвич 1 (Козырев)    | СДЮСШОР Москвич 1 (Козырев)    | СДЮСШОР Москвич 1 (Козырев)  | СДЮСШОР Москвич 1 (Козырев)  | 6                        |                          |                          |                          |                          |                          |                          |                          |                   |                   |                   |                          |                          |                              |                              |                              |                              |                              |                              |                              |                              |                              |       |
|  | D-1            | Московская область 3 (Горюнов) | Московская область 3 (Горюнов) | Московская область 3 (Горюнов) | Московская область 3 (Горюнов) | Московская область 3 (Горюнов) | Московская область 3 (Горюнов) | Московская область 3 (Горюнов) | Московская область 3 (Горюнов) | СДЮСШОР Москвич 1 (Козырев)  | СДЮСШОР Москвич 1 (Козырев)  | 6                        | 6                        |                          |                          | Матч за 3-е место        | Матч за 3-е место        | Матч за 3-е место        | Матч за 3-е место        | Матч за 3-е место | Матч за 3-е место | Матч за 3-е место | Матч за 3-е место        | Матч за 3-е место        | Матч за 3-е место            |                              |                              |                              |                              |                              |                              |                              |                              |       |
|  | D-1            | Московская область 3 (Горюнов) | Московская область 3 (Горюнов) | Московская область 3 (Горюнов) | Московская область 3 (Горюнов) | Московская область 3 (Горюнов) | Московская область 3 (Горюнов) | Московская область 3 (Горюнов) | Московская область 3 (Горюнов) |                              |                              |                          | 6                        |                          |                          | Матч за 3-е место        | Матч за 3-е место        | Матч за 3-е место        | Матч за 3-е место        | Матч за 3-е место | Матч за 3-е место | Матч за 3-е место | Матч за 3-е место        | Матч за 3-е место        | Матч за 3-е место            |                              |                              |                              |                              |                              |                              |                              |                              |       |
|  | C-2            | СДЮСШОР Москвич 1 (Козырев)    | СДЮСШОР Москвич 1 (Козырев)    | СДЮСШОР Москвич 1 (Козырев)    | СДЮСШОР Москвич 1 (Козырев)    | СДЮСШОР Москвич 1 (Козырев)    | СДЮСШОР Москвич 1 (Козырев)    | СДЮСШОР Москвич 1 (Козырев)    | СДЮСШОР Москвич 1 (Козырев)    | 9                            |                              |                          |                          |                          |                          |                          |                          |                          |                          |                   |                   |                   |                          |                          |                              |                              |                              |                              |                              |                              |                              |                              |                              |       |
|  | C-2            | СДЮСШОР Москвич 1 (Козырев)    | СДЮСШОР Москвич 1 (Козырев)    | СДЮСШОР Москвич 1 (Козырев)    | СДЮСШОР Москвич 1 (Козырев)    | СДЮСШОР Москвич 1 (Козырев)    | СДЮСШОР Москвич 1 (Козырев)    | СДЮСШОР Москвич 1 (Козырев)    | СДЮСШОР Москвич 1 (Козырев)    | 9                            |                              |                          |                          |                          |                          |                          |                          |                          |                          |                   |                   |                   |                          |                          |                              |                              |                              |                              |                              |                              |                              |                              |                              |       |
|  |                |                                |                                |                                |                                |                                |                                |                                |                                |                              |                              |                          |                          |                          |                          |                          |                          |                          |                          |                   |                   |                   |                          |                          | Санкт-Петербург 2 (Моисеева) | Санкт-Петербург 2 (Моисеева) | Санкт-Петербург 2 (Моисеева) | Санкт-Петербург 2 (Моисеева) | Санкт-Петербург 2 (Моисеева) | Санкт-Петербург 2 (Моисеева) | Санкт-Петербург 2 (Моисеева) | Санкт-Петербург 2 (Моисеева) | Санкт-Петербург 2 (Моисеева) | ?     |
|  |                |                                |                                |                                |                                |                                |                                |                                |                                |                              |                              |                          |                          |                          |                          |                          |                          |                          |                          |                   |                   |                   |                          |                          | Санкт-Петербург 2 (Моисеева) | Санкт-Петербург 2 (Моисеева) | Санкт-Петербург 2 (Моисеева) | Санкт-Петербург 2 (Моисеева) | Санкт-Петербург 2 (Моисеева) | Санкт-Петербург 2 (Моисеева) | Санкт-Петербург 2 (Моисеева) | Санкт-Петербург 2 (Моисеева) | Санкт-Петербург 2 (Моисеева) | ?     |
|  |                |                                |                                |                                |                                |                                |                                |                                |                                |                              |                              |                          |                          |                          |                          |                          |                          |                          |                          |                   |                   |                   |                          |                          | СДЮСШОР Москвич 1 (Козырев)  | СДЮСШОР Москвич 1 (Козырев)  | СДЮСШОР Москвич 1 (Козырев)  | СДЮСШОР Москвич 1 (Козырев)  | СДЮСШОР Москвич 1 (Козырев)  | СДЮСШОР Москвич 1 (Козырев)  | СДЮСШОР Москвич 1 (Козырев)  | СДЮСШОР Москвич 1 (Козырев)  | СДЮСШОР Москвич 1 (Козырев)  | ?     |
|  |                |                                |                                |                                |                                |                                |                                |                                |                                |                              |                              |                          |                          |                          |                          |                          |                          |                          |                          |                   |                   |                   |                          |                          | СДЮСШОР Москвич 1 (Козырев)  | СДЮСШОР Москвич 1 (Козырев)  | СДЮСШОР Москвич 1 (Козырев)  | СДЮСШОР Москвич 1 (Козырев)  | СДЮСШОР Москвич 1 (Козырев)  | СДЮСШОР Москвич 1 (Козырев)  | СДЮСШОР Москвич 1 (Козырев)  | СДЮСШОР Москвич 1 (Козырев)  | СДЮСШОР Москвич 1 (Козырев)  | ?     |

(в источнике не указан счёт матча за 3-е место и финала, указано только кто победил в каждом матче)

## Итоговая классификация
| Место | Команда                                 | И | В | П |
| ----- | --------------------------------------- | - | - | - |
| 1     | Альбатрос (Ольга Жаркова)               | 6 | 6 | 0 |
| 2     | СДЮСШОР Москвич 3 (Кира Езех)           | 6 | 5 | 1 |
| 3     | Санкт-Петербург 2 (Виктория Моисеева)   | 6 | 5 | 1 |
| 4     | СДЮСШОР Москвич 1 (Александр Козырев)   | 6 | 3 | 3 |
| 5     | Санкт-Петербург 3 (Ульяна Васильева)    | 4 | 2 | 2 |
| 5     | Санкт-Петербург 4 (Пантелеймон Лаппо)   | 4 | 2 | 2 |
| 5     | Санкт-Петербург 1 (Дмитрий Старцев)     | 4 | 2 | 2 |
| 5     | Московская область 3 (Алексей Горюнов)  | 4 | 2 | 2 |
| 9     | Московская область 2 (Василий Тележкин) | 3 | 1 | 2 |
| 9     | СДЮСШОР Москвич 2 (Виктория Макаршина)  | 3 | 1 | 2 |
| 9     | Московская область 1 (Михаил Васьков)   | 3 | 1 | 2 |
| 9     | Юность-Метар (Анна Кунцева)             | 3 | 1 | 2 |
| 13    | ГЕО (Юлия Власова)                      | 3 | 0 | 3 |
| 13    | Московская область 4 (Ксения Шевчук)    | 3 | 0 | 3 |
| 13    | Татарстан (Алексей Афоньшин)            | 3 | 0 | 3 |
| 13    | Сборная Москвы (Роман Кутузов)          | 3 | 1 | 2 |